# Bretagne (paquebot de 1936)
Pour les articles homonymes, voir Bretagne (homonymie).
Lancé en 1922 sous le nom de Flandria pour la Royal Holland Lloyd, il est racheté en 1936 par la Compagnie Générale Transatlantique qui le rebaptise Bretagne avant d'être coulé durant la Seconde Guerre mondiale.

## Flandria (1922-36)

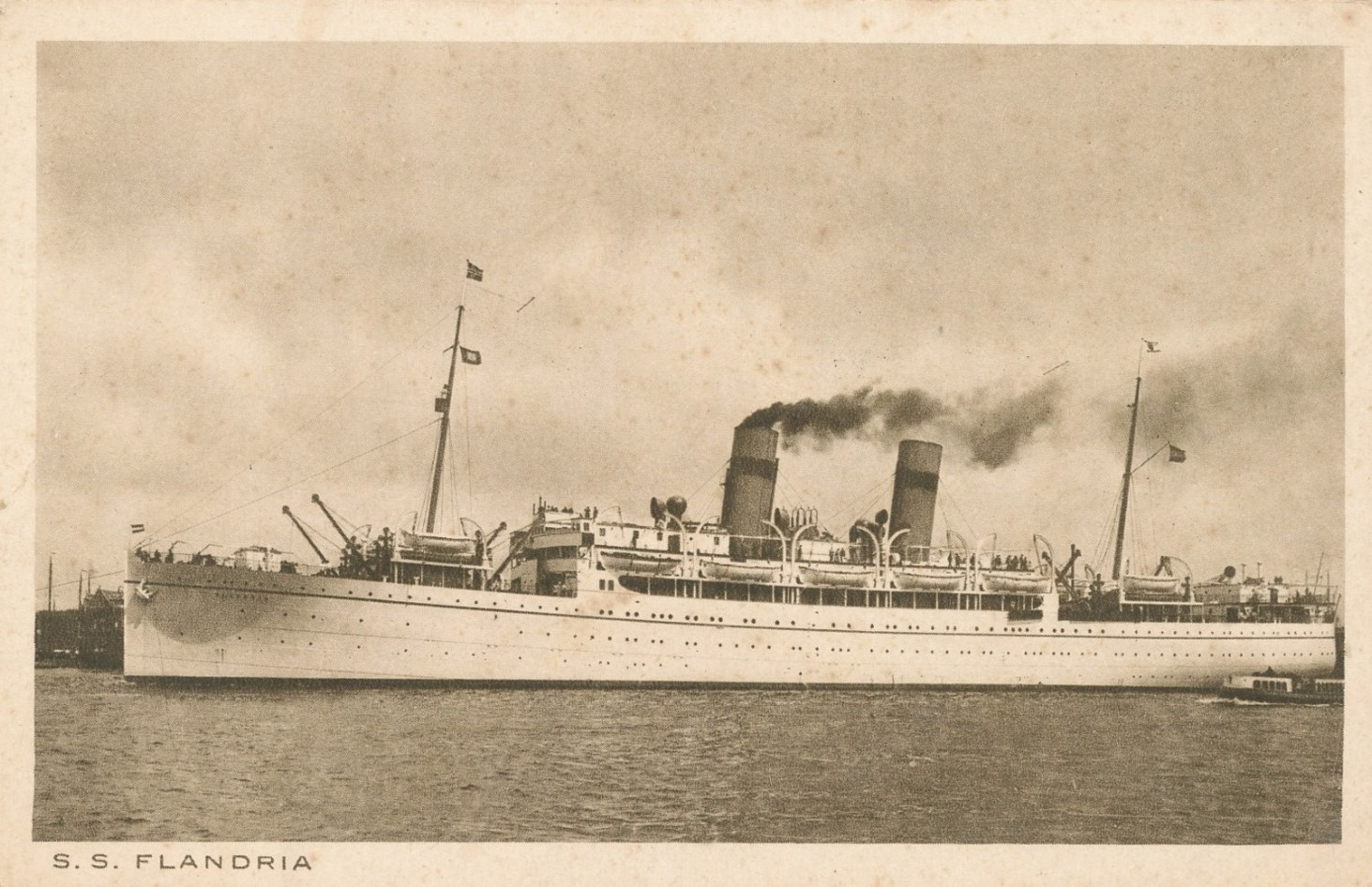
Le Flandria.

Le paquebot est lancé le 24 juin 1922 par le chantier Barclay Curle, pour la compagnie Royal Holland Lloyd qui le baptise Flandria. La Compagnie Néerlandaise était à l'époque concentrée presque exclusivement aux services réguliers de fret et de passagers entre l'Europe occidentale et l'Amérique du Sud. Cependant, la perte d'une grande partie de sa flotte de paquebots la pousse à abandonner le service qu'elle proposait aux passagers. La paquebot est ainsi vendu.

## Bretagne(1936-39)

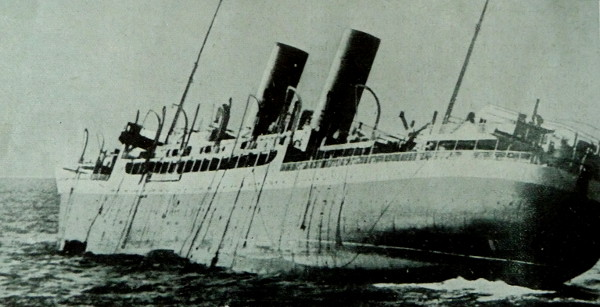
Le Bretagne, en train de couler.

Racheté par la compagnie Générale transatlantique en mai 1936, il est rebaptisé Bretagne pour desservir la ligne des Antilles et de l'Amérique du sud.
Il est alors à ne pas confondre avec le projet de sister-ship du paquebot Normandie, qui est à l'étude à cette époque, mais qui ne verra jamais le jour.
Mis en service en 1937, la Seconde Guerre mondiale éclate et le navire est réquisitionné le 2 septembre 1939. Il est alors repeint en gris.
Après être parti de la Jamaïque avec trois autres navires le 29 septembre 1939, le navire est attaqué à l'approche des côtes britanniques par un sous-marin allemand U45 le 14 octobre 1939.
Le paquebot tente d'abord d'augmenter l'allure, mais il n'est pas assez rapide.
Alors, sans tirs de sommations, le sous-marin commence à tirer des obus qui tombent notamment sur le poste de T.S.F..
L'ordre d'évacuation est donné et tandis que les passagers montent dans les canots, une torpille lancée par le belligérant explose dans la cale causant la perte du navire. Le paquebot finira par couler quelque temps après à la position 50° 20'N 12° 45'W. 
Sur les 348 personnes à bord, seuls cinq hommes d'équipage et deux passagers perdent la vie.
Les autres navires du convoi ne sont pas épargnés pour autant, puisque le Lochavon est lui aussi torpillé et coulé.
Les survivants seront par la suite secourus par les destroyers HMS Imogen et HMS Ilex de la Royal Navy.